# Feluy
Feluy est un village de la partie septentrionale du Hainaut en Belgique. Sis entre la Sennette et la Samme il fait administrativement partie de la commune de Seneffe, en Région wallonne.

## Évolution démographique
- Sources : INS, Rem. : 1831 jusqu'en 1970 = recensements, 1976 = nombre d'habitants au 31 décembre.

## Liste de bourgmestres de 1830 à 1977
- E. Delalieux (1848).

## Patrimoine et culture

### Patrimoine architectural

#### Eglise Sainte-Aldegonde

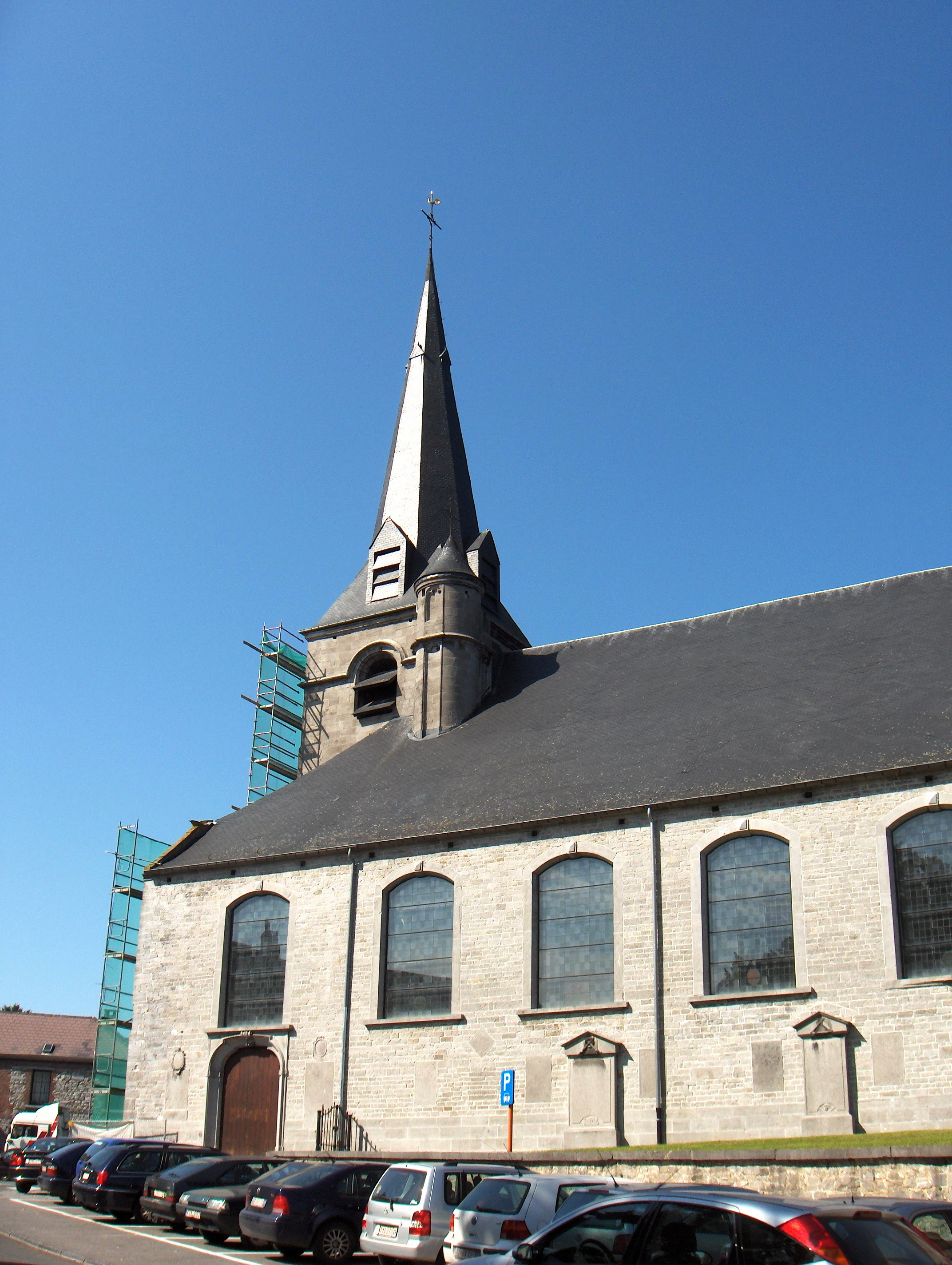
Eglise Sainte-Aldegonde.

Reconstruit en 1754 et 1856 sur une église du XVIe siècle, seul la tour, l'intérieur du porche et la tourelle de l'escalier sont conservés.

#### Châteaux
Cinq châteaux sont recensés dans le village, groupés près de son centre :
- Le Château Trichon  : il a été aménagé en demeure de plaisance ;
- Le Château de Feluy : le château fort de Feluy, entouré d'un lac, les "pieds" dans l'eau, qui accueille des réceptions. Le château et le domaine ont appartenu à la famille de Bousies depuis 1380, le domaine passe ensuite aux mains de la famille de Rubempré, de 1548 à 1576, au Renesse, de 1576 à 1659 et de Berghes, de 1659 à 1759, et a été abandonné depuis et en 1774 il est racheté par le Comtesse d'Ysendoorn de Blois qui adapte le château au goût du jour. Des aménagement sont apportés par l'architecte Puttemans en 1940[2];
- Le Château de la Rocq  : château privé à proximité du canal. Remontant à la fin du XIVe siècle, et les différents volumes appartenant aux XVIIe et XVIIIe siècles ont été remaniés dans le goût du style néo-médiéval à la fin du XIXe siècle[3];
- Le Château Scaron  : ancien monastère de moines trappistes. Daté de 1830 en style néo-classique et accolé à un bâtiment qui remonte au XVIIe siècle[4];
- Le Château de Miremont : château privé de style néo-médiéval, situé à la sortie du village.

#### Chapelles
- Chapelle Notre-Dame de Hal, rue Cloquet à l'angle de la place du Petit Moulin. Datée de 1760[5].
- Chapelle de la Sainte-Famille, hameau du Créquion. Potale du XVIIIe siècle[4].
- Chapelle Saint-Roch, chemin de Familleureux. Datée de 1766[6].
- Chapelle Sainte-Anne, chaussée de Marche[7].
- Chapelle Notre-Dame de Bon Secours, chaussée de Marche. Edifié par Toussaint Maghe et Anne Leclerq en 1642, la chapelle est agrandie par Jacques Lisse en 1717, et restaurée en 1925 et en 1950[7].
- Chapelle Saint-Antoine, rue de Saint-Antoine. Potale des XVIIIe et XXe siècles et plusieurs fois restaurée et déplacées[8].
- Chapelle Notre-Dame de Lorette, rue Saint-Georges. En style classique construit par J. B. Capitte en 1751 aux abords du l'étang du château[8].

#### Fermes
- Ferme de Bienne, chemin du bois d'Horrures. Datée de 1779[9].
- Ferme Bruyère, rue des Combattants Français. Remontant au XVIIe siècle et remaniée aux XIXe et XXe siècles[10].
- Ferme de l'Escaille, chemin des Ecaussines. Tire son nom d'une ancienne seigneurie. Dépendances construites aux XVIe et XVIIe siècles et remaniées aux siècles suivants[11].
- Ferme de Graty, chemin de Familleureux. Ensemble des XIXe et XXe siècles[12].
- Ferme d'Ansielsart, chemin de Familleureux. Remontant probablement au XVIIIe siècle, possède un chapelle dédiée à Sainte-Barbe édifié au XVIe siècle et relevant autrefois de l'abbaye de Bonne-Espérance[12].
- Ferme de la Haille-Baude, chaussée de Marche. Ancienne dépendance qui avait été appartenu à la seigneurie de l'Espinette relevant de l'abbaye de Bonne-Espérance[7].
- Ferme du Capitaine, chemin de la Tourette. Datant du début du XVIIIe siècle[13].

## Enseignement
Feluy possède deux écoles primaires : l'une est libre, l'autre communale.

## Galerie

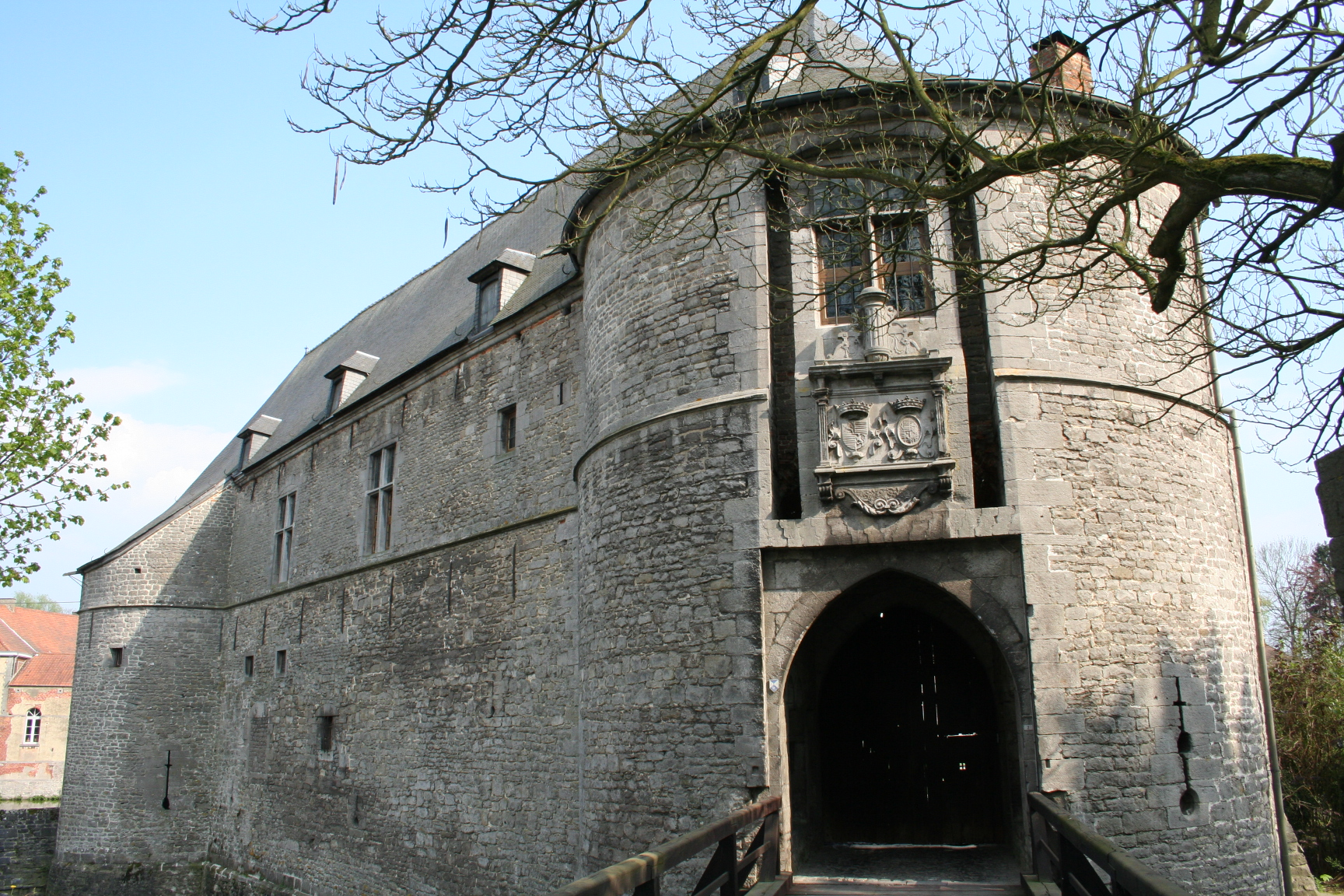
Le château fort (XIVe siècle).
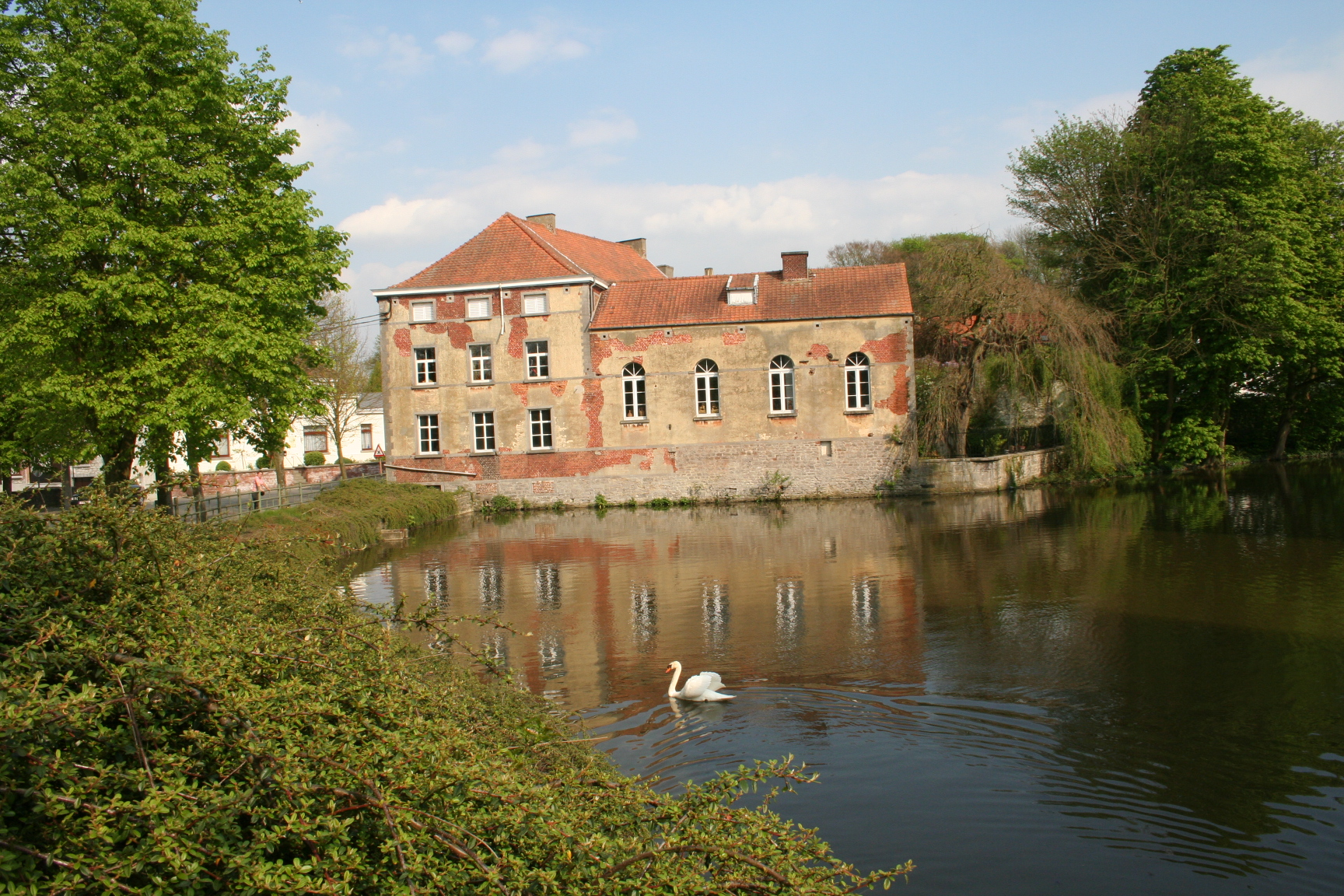
Les douves du château.

## Personnalités
- Jean-François Tiby, violoniste, est né à Feluy (25 avril 1772).
- Philippe Parmentier (1787-1851), sculpteur, est né à Feluy.
- Victor Rousseau (1865-1954), sculpteur, est né à Feluy.
- Philippe Busquin, homme politique, est né à Feluy (6 janvier 1941).